# Ларрок, Кумба
Кумба Селен Фанта Ларрок (фр. Koumba Selene Fanta Larroque, род. 22 августа 1998, Арпажон) — французская спортсменка, борец вольного стиля, чемпионка Европы 2021 года, призёр чемпионатов мира и Европы, участница Олимпийских игр 2020 года в Токио.

## Биография
Родилась в 1998 году в Арпажоне. В 2014 году стала бронзовой призёркой юношеских Олимпийских игр в Нанкине.
В 2017 году завоевала бронзовые медали чемпионатов мира и Европы. В 2018 году выиграла чемпионат мира среди военнослужащих, и завоевала серебряные медали чемпионатов мира и Европы.
На чемпионате Европы 2021 года, который проходил в апреле в Варшаве, в весовой категории до 68 кг, французская спортсменка завоевала золотую медаль и впервые в карьере стала чемпионкой континента. В ноябре 2021 года выиграла Чемпионат мира до 23 лет в Сербии.